# Бобольский стан
Бобольский стан — административно-территориальное образование в составе Серпуховского-Боровского княжества, затем Боровского уезда в XV—XVIII веках. Располагался на реке Бобольская.

## География
Находился на территории современных Медынского, Боровского и Малоярославецкого районов Калужской области.

## Этимология
Буболь (лит.) — пугало, чучело, также выпь.

## История
В XIV—XV веках на московско-рязанском пограничье располагались станы Суходольский, Щитовский, Козлобродский, Бобольский, Вепрейский и Растуновский .
В начале XV века волость Боболь входила в число Лужецких волостей Владимира Андреевича Храброго, вместе с Турьими горами и Ловышиной.
Стан Бобольский впервые упоминается в духовной грамоте Серпуховского-Боровского князя Владимира Андреевича Храброго 1410 года в числе волостей, доставшихся его вдове, княгине Елене, под именем Буболь вместе с деревнями Алёшино, Куфтино, Слобода.

## Населенные пункты
- Алешино
- Боболи
- Воронино
- Куфтино
- Слобода